# Митчелл, Ширли
Ширли Митчелл (англ. Shirley Mitchell; 4 ноября 1919, Толидо, Огайо — 11 ноября 2013, Вествуд, Калифорния) — американская радио-, кино- и телеактриса.

## Биография
Ширли Митчелл родилась в Толидо, штат Огайо, в семье Сэма Митчелла.
После переезда в Чикаго Митчелл появилась на радио в сериале The First Nighter, а также играла небольшие роли в различных мыльных операх, в том числе The Story of Mary Marlin и The Road of Life. В 1940 году она переехала в Лос-Анджелес, где появилась в радиоспектакле The Sealtest Village Store, где её партнёрами были Джоан Дэвис и Джек Хейли. В 1943 году Митчелл сыграла Луэллу в комедии ситуаций The Life of Riley и Элис Дарлинг в комедийном сериале Fibber McGee and Molly. Её самой заметной работой на радио является роль Лейлы Рэнсом в комедии ситуаций The Great Gildersleeve, которая транслировалась с сентября 1942 года.
В 1953—1954 годах Митчелл появилась в трёх эпизодах телесериала канала CBS «Я люблю Люси». В 1962 году она исполнила роль Джанет Колтон в ситкоме канала CBS «Пит и Глэдис», в котором её партнёрами были Гарри Морган и Кара Уильямс. В 1963—1965 годах Митчелл сыграла в пяти эпизодах сериала «Перри Мейсон», а в 1965—1967 годах — роль Мардж Торнтон в ситкоме канала NBC Please Don’t Eat the Daisies. В 1960-х годах она снялась ещё в нескольких сериалах, после чего в основном работала за кадром.
Ширли Митчелл умерла от сердечной недостаточности 11 ноября 2013 года, в возрасте 94 лет.

### Личная жизнь
26 ноября 1946 года Митчелл вышла замуж за доктора Джулиана Фридена. У них родились двое детей: дочь Брук и сын Скотт. В августе 1974 года они развелись.
В 1992 году Митчелл вышла замуж за композитора, автора песен и обладателя трёх премий «Оскар» Джея Ливингстона и они оставались вместе до его смерти в 2001 году.